# Äkäslompolo (sjö)
Äkäslompolo är en sjö i Finland. Den ligger i kommunen Kolari i landskapet Lappland, i den norra delen av landet, 800 km norr om huvudstaden Helsingfors. Äkäslompolo ligger 217,3 meter över havet. Trakten runt Äkäslompolo består i huvudsak av gräsmarker. Arean är 78 hektar och strandlinjen är 4,9 kilometer lång. Sjön  ingår i Torne älvs huvudavrinningsområde. 
Vid sjön ligger tätorten Äkäslompolo. Sjön mynnar i Äkäsjoki. 